# リチャード・ロング

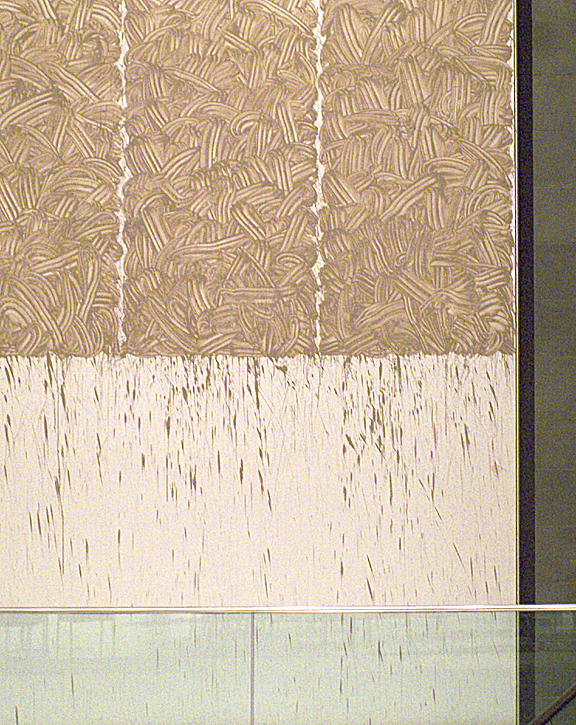
リチャード・ロングの作品「Riverlines」。

リチャード・ロング（Richard Long、1945年6月2日 - ）は、イギリスの彫刻家・美術家。特にランド・アートに分類される作品を数多く発表している。

## 経歴
1945年、イギリスのブリストルに生まれる。1966年にロンドン芸術大学セント・マーティンズ美術学校に入学、1968年に卒業する。在学中の1967年に発表した『歩行による線』で注目を集め、ヴェネツィア・ビエンナーレのイギリス館代表に選出された。
1976年、1979年、1983年、アート・エージェンシー・トウキョウ（東京）にて個展開催、来日し作品制作も行った。1996年には日本でも世田谷美術館、京都国立近代美術館で個展「山行水行」が催された。

## 作風
1960年代から、画廊や美術館といった場所に束縛されない自然を対象にした作品を発表する。作品は、屋外の自然を歩行し、石を並べて写真を撮ったりそのときの歩行のメモを記録に残したりして制作・発表される。採集した石をギャラリーに幾何学的に配置する作品も多い。採集した石は切ったり削ったりはせず、そのままの状態で用いる。歩行する場所は、当初はイギリス国内であったが、やがて辺境などにも赴くようになる。
アメリカのロバート・スミッソンなどが重機を利用して大規模なランドアート作品を制作したのに対し、リチャード・ロングの作品は自然への干渉を最小限に抑えている点で対照的である。
こうした作品をつくるきっかけとしては、美術学校にあるような粘土や石膏といった素材ではなく、自然のものを使ってなにか作品がつくれないかと考えたことだとしている。

## 作品の例
- 歩行による線

草原を歩いたときの痕跡を写真で記録した作品。セント・マーティンズ美術学校に在学中の1967年に発表した。
- スイス花崗岩の環

スイス花崗岩が直径5.4mの環状に床に配置されている。1985年制作。
- コーンウォールの粘板岩の線

コーンウォールで採集した粘板岩の小片を25.4m×2.3mの長方形状に床に配置した作品。長方形の辺の部分が直線状になるように工夫して配置されている。1990年制作。

## 受賞歴
- 1989年 - ターナー賞（それまでにも1984年、1987年、1988年にノミネートはされていたが受賞は逃していた）。
- 2009年 - 高松宮殿下記念世界文化賞彫刻部門
- 2023年 - ウルフ賞芸術部門